# Vicki Peterson
Vicki Peterson (Northridge, 11 januari 1958) is een Amerikaans muzikant. Samen met haar jongere zus Debbi Peterson richtte ze in 1980 The Bangles op. 
Nadat The Bangles uit elkaar waren, speelde ze vanaf 1989 bij The Psycho Sisters en sinds 1992 ook bij The Continental Drifters. Ook speelt ze weer in The Bangles, sinds die in 2000 weer terug bij elkaar zijn.
- Biblioteca Nacional de España: XX1065658
- International Standard Name Identifier: 0000 0000 6060 8465
- Library of Congress Control Number: no2001036807
- MusicBrainz: 547abd11-ff01-47cd-ad5e-3cf41aa9c3cd
- Virtual International Authority File: 86682192
- WorldCat: E39PBJgrYVV9C6hypfBWKMQyVC